# أديوداتوس الثاني
البابا أديوداتوس الثاني (باللاتينية: Adeodatus II) هو بابا الكنيسة الكاثوليكية في الفترة من 11 أبريل 672 إلى 17 يونيو 676. لا يعرف الكثير عنه، غير أن معظم السجلات الباقية عن حياته تشير إلى أنه كان معروفًا بجوده، وخاصة مع الفقراء والحجاج.
ولد أديوداتوس في روما، وانضم إلى نظام القديس بينديكت، وصار راهبًا في دير القديس إراسموس في روما. عكف في بابويته على ترسيخ الانضباط في الأديرة وقمع العقيدة المونوثيلية ومنح مدينة البندقية الحق في اختيار حاكمها.